# Василев (Смоленская область)
Василев — исчезнувший древнерусский город в составе Смоленского княжества. Находился к юго-востоку от Смоленска на небольшом расстоянии от него.
Василев упомянут в Ипатьевской летописи под 1165 годом, где говорится, что смоленский князь Ростислав Мстиславич, получив великокняжеский престол в Киеве, отдал Васильев и Красн своему племяннику князю Роману: «А Романови, Вячеславлю внуку, да (дал) Ростислав Васильев и Краснь». Местоположение Василева до сих пор не найдено. 